# Brestova Draga
Brestova Draga – wieś w Chorwacji, w żupanii primorsko-gorskiej, w gminie Mrkopalj. W 2011 roku liczyła 53 mieszkańców.